# 노비면천첩
노비면천첩(奴婢免賤帖)은 조선 후기 기민 구제를 목적으로 발행된 노비면천의 증서이다.

## 내용
노비면천첩은 납속한 천인에게 면천해주면서 발급한 문서이다. 초기에는 기민 구제를 위한 순수한 의미에서의 납속에 대해 그 반대급부로서 면천을 시켜주는 형태였다.